# Bolothrips pratensis
Bolothrips pratensis är en insektsart som beskrevs av Ian A. Hood 1939. Bolothrips pratensis ingår i släktet Bolothrips och familjen rörtripsar. Inga underarter finns listade i Catalogue of Life.